# William Orlando Butler

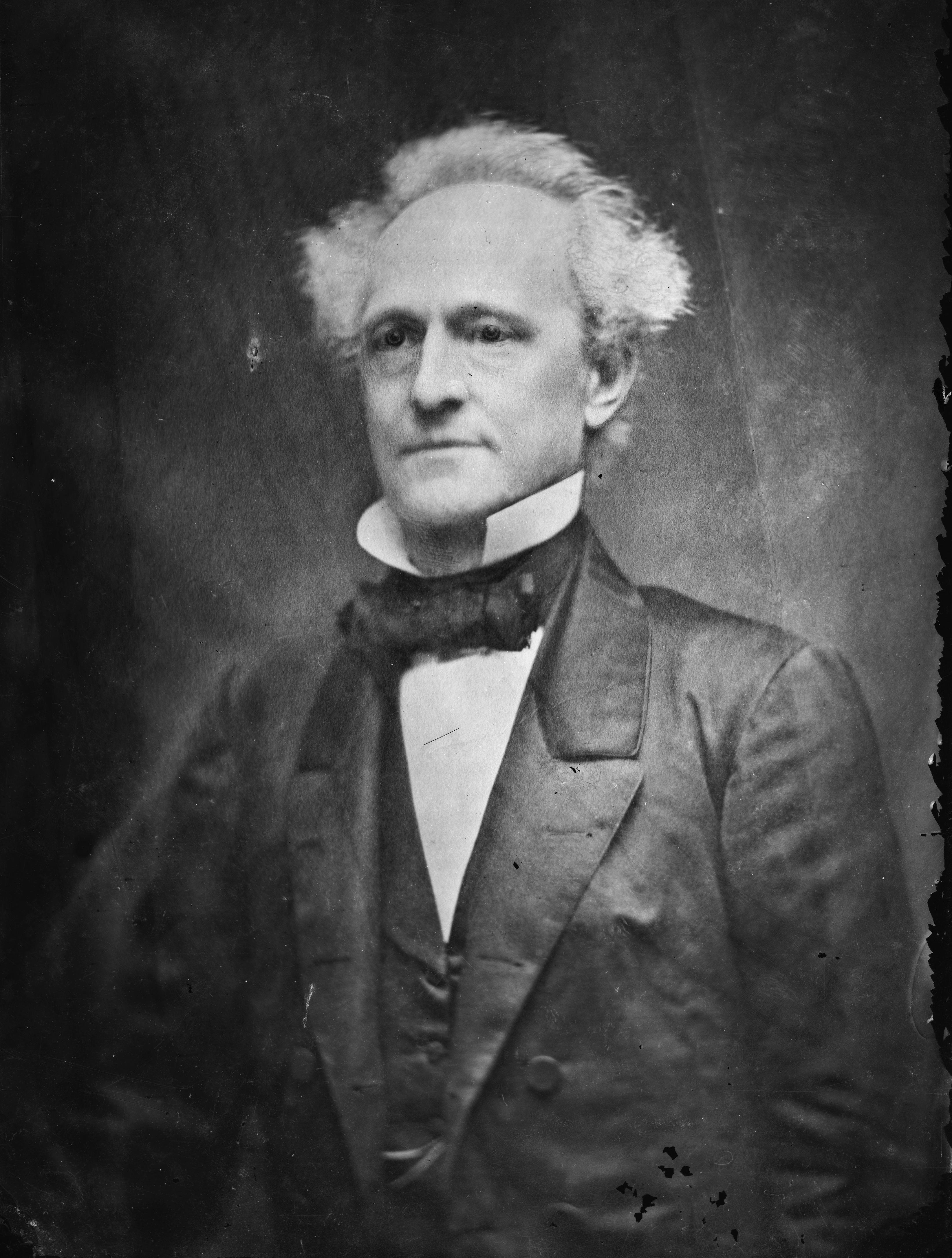
William Orlando Butler

William Orlando Butler (* 19. April 1791 im Jessamine County, Kentucky; † 6. August 1880 in Carrollton, Kentucky) war ein US-amerikanischer Politiker. Er war der demokratische Kandidat für die Vizepräsidentschaft an der Seite von Lewis Cass bei der Präsidentschaftswahl 1848.

## Offizier und Abgeordneter
Butler machte 1812 seinen Abschluss an der Transylvania University. Danach schloss er sich während des Britisch-Amerikanischen Krieges der US Army an und nahm an einigen Schlachten in den Südstaaten teil, darunter die Schlacht von New Orleans im Januar 1815. Nach dem Krieg war er von 1817 bis 1844 als Anwalt tätig. Während dieser Zeit vertrat er den 13. Wahlbezirk seines Heimatstaates von 1839 bis 1843 zwei Sitzungsperioden lang im US-Repräsentantenhaus. Im Jahr 1844 kandidierte er erfolglos für das Amt des Gouverneurs von Kentucky.
Am 29. Juni 1846 wurde Butler zum Major General einer Freiwilligendivision der US Army berufen, die im Mexikanisch-Amerikanischen Krieg kämpfte. Er war stellvertretender Befehlshaber unter Zachary Taylor in der Schlacht von Monterrey, während der er verwundet wurde. Am 18. Februar 1848 löste er Winfield Scott als kommandierenden General der amerikanischen Armee ab; genau sechs Monate später schied er aus dem aktiven Dienst aus.

## Kandidat für die Vizepräsidentschaft
Noch im selben Jahr trat Butler als Kandidat der Demokratischen Partei für das Amt des US-Vizepräsidenten an. Sein Running mate als Anwärter auf die Nachfolge des scheidenden Präsidenten James K. Polk war der ehemalige US-Senator Lewis Cass. Dieser verlor die Wahl jedoch gegen den Kandidaten der Whigs, Butlers ehemaligen Vorgesetzten Zachary Taylor; Vizepräsident wurde Millard Fillmore. William Butler war damit der erste nicht aus dem Amt heraus kandidierende Demokrat, der nicht zum Vizepräsidenten gewählt wurde.
In der Folge trat Butler politisch kaum noch in Erscheinung. Im Jahr 1855 lehnte er das ihm angetragene Amt des Gouverneurs im Nebraska-Territorium ab. 1861 nahm er an der Friedenskonferenz in Washington, D.C. teil, die vergeblich versuchte, den Bürgerkrieg abzuwenden; während des Krieges zählte er zu den War Democrats, jenem Flügel seiner Partei, der die Abspaltung der Südstaaten ablehnte. Er selbst war Sklavenhalter, war allerdings gegen die Ausweitung der Sklaverei und befürwortete eine schrittweise Emanzipation.
Das Butler County in Iowa, das Butler County in Nebraska und das Butler County in Missouri wurden zu seinen Ehren benannt, ebenso der General Butler State Resort Park bei Carrollton sowie das Butler Township in Pennsylvania.